# Vesicularia tjibodensis
Vesicularia tjibodensis är en bladmossart som beskrevs av Fleischer 1923. Vesicularia tjibodensis ingår i släktet Vesicularia och familjen Hypnaceae. Inga underarter finns listade i Catalogue of Life.